# Cerapachys braunsi
Cerapachys braunsi är en myrart som först beskrevs av Carlo Emery 1902.  Cerapachys braunsi ingår i släktet Cerapachys och familjen myror. Inga underarter finns listade.